# Philip Pembroke Stephens
Philip Pembroke Stephens (* 23. September 1903 in Little Missenden, Buckinghamshire; † 11. November 1937 in Shanghai) war ein britischer Journalist.

## Leben
Stephens war ein Sohn des Mebroke Scott Stephens und seiner Ehefrau Pauline Elizabeth, geb. Townsend. Nach dem Besuch der Gresham’s School in Norfolk und dem Studium der Rechte an der University of Cambridge versuchte Stephens sich in verschiedenen Berufen: So zunächst kurzzeitig als Anwalt, dann als Bühnen- und Filmschauspieler (1926 hatte er eine Rolle in dem Stummfilm Satan’s Sister) und als Beamter im Sekretariat des Völkerbundes. Um 1929 wurde er Journalist und trat in den Dienst der Londoner Tageszeitung Daily Express.
Als Korrespondent des Daily Express berichtete Stephens in den frühen 1930er Jahren aus Wien und Paris. Ende 1933 wurde er als Nachfolger von Sefton Delmer als Korrespondent des Daily Express nach Berlin geschickt. Im Gegensatz zu seinem Vorgänger nahm er sofort eine kritische Haltung zu dem in diesem Jahr etablierten NS-Regime ein und richtete den Schwerpunkt seiner Tätigkeit weniger darauf, in die Nähe einflussreicher Exponenten des neuen Systems zu gelangen, sondern die Auswirkungen die die Realität der NS-Herrschaft auf das Leben „einfacher“ Menschen in Deutschland hatte in Erfahrung zu bringen und hierüber dem britischen Zeitungspublikum zu berichten. Das besondere Interesse Stephens’ galt dabei dem Leiden der von der Hitler-Diktatur unterdrückten und an den Rand gedrängten Minderheiten, wie den Kommunisten, den Sozialdemokraten und insbesondere den Juden. Seine zahlreichen NS-kritischen Artikel führten schließlich dazu, dass er am 1. Juni 1934 auf Veranlassung des Reichspropagandaministeriums unter dem Vorwurf, dass er die bilateralen Beziehungen zwischen dem Deutschen Reich und Großbritannien stören bzw. beschädigen würde und sich überhaupt in „staatsfeindlicher“ Weise gegen das Reich betätigt habe, indem er „Gräuelpropaganda“ verbreitet habe, verhaftet und des Landes verwiesen: Unmittelbarer Anlass für diesen Schritt war der am 25. Mai 1934 im Daily Express erschienene Artikel New Hitler Blow at the Jews gewesen, indem Stephens sich mit der Situation der in Deutschland verbliebenen Juden befasste und sich in kritischer Weise mit dem gegen diese durch den NS-Staat ausgeübten Terror befasste. Er wurde unter Polizeiaufsicht mit dem Zug an die belgische Grenze eskortiert und dort auf freien Fuß gesetzt. Der deutschen Öffentlichkeit gegenüber wurde die Ausweisung Stephens damit begründet, dass er „in entstellender und frivoler Weise über deutsche Verhältnisse berichtet und dadurch das ihm gewährte Gastrecht gröblich missbraucht“ habe. Bereits einige Wochen zuvor war Stephens einmal kurzzeitig bei Magdeburg in Haft worden, nachdem er – um Einsicht in die verdeckte deutsche Aufrüstung zu gewinnen – eine „Inspektionsreise“ nach Dessau unternommen hatte, um den unter der Ägide des Reichsluftfahrtministeriums betriebenen Ausbau der dortigen Junkers-Werke zur Fabrikation von militärischen Flugzeugen zu studieren.
In der Folge schrieb Stephens zahlreiche äußerst kritische Artikel über den nationalsozialistischen Staat und die Gefahr die von diesem für den Frieden in Europa ausgehen würde (z. B. The Evil Genius of Germany - Goebbels the Jew Baiter, Menace to Europe, Austria’s new Leader - He Believes Hitler is “Crazed”).
1935 wechselte Stephens in den Dienst der Zeitung Daily Telegraph, für den er als Korrespondent nach Abessinien (Äthiopien) geschickt wurde, von wo er über den 2. Italienisch-Abessinischen Krieg berichtete. Anschließend berichtete er über den Spanischen Bürgerkrieg. Am 29. April 1937 war er einer der ersten internationalen Journalisten, die die Ruinen der von der deutschen Legion Condor durch schwere Luftangriffe vernichteten Stadt Guernica im Baskenland besichtigten – ein Vorgang der weithin als eines der schwersten Kriegsverbrechen, die während dieses Konfliktes stattfanden gilt. Während er sich in seiner offiziellen Berichterstattung über die Tragweite des Vorgangs bedeckt hielt, informiert er privat den britischen Botschafter, Henry Chilton in Hendaye, über die Involvierung deutscher und italienischer Fliegereinheiten in die Zerstörung der Stadt bat aber darum, ihn als Quelle dieser Information geheim zu halten, damit er weiterhin als geduldeter Kriegsberichterstatter im Gefolge der nationalistischen Armeen unter Franco, die Brennpunkte des Kriegsgeschehens mit deren Billigung aufsuchen und von diesen berichten könnte, was diese, wie er fürchtete, unterbinden würden – und ihn des Landes verweisen würde –, wenn sie erfahren würden, dass er ihre italienisch-faschistischen und deutsch-nationalsozialistischen Verbündeten kompromittierende Informationen britischen Regierungsstellen zugespielt hatte.
Im Sommer 1937 ging Stephens nach Ostasien, um über die zu dieser Zeit eingeleitete massive Expansion der japanische Besetzung von Teilen Chinas zu berichten. Auch im Rahmen dieser Beschäftigung berichtete er eingehend über Gräueltaten, namentlich von Übergriffen der japanischen Besatzungstruppen auf chinesische Zivilisten und Gefangenen. Im Rahmen dieser Tätigkeit wurde er im November 1937, während der Schlacht um Shanghai, von japanischen Maschinengewehrkugeln tödlich verletzt: Er erlitt einen Kopfschuss, während er mit anderen Presseleuten Kampfhandlungen in Nantao (Altstadt von Shanghai) von einem Wasserturm am Ende der Dubail Avenue im französischen Schutzgebiet der Stadt beobachtete. Sein dänischer Photograph, Bernhard Strindberg, erlitt eine leichte Schussverletzung. Über den Vorfall wurde in der internationalen Presse vielfach berichtet. Die japanischen Stellen entschuldigten sich für Stephens Tod, den sie darauf zurückführten, dass japanische Truppen ihn für einen chinesischen Scharfschützen gehalten hätten.
Sowohl in zeitgenössischen Nachrufen und in der späteren Bewertung durch die Memoiren- und Forschungsliteratur ist Stephens zumeist als couragierter Journalist und ein Vertreter seiner Zunft, dem es zuerst darum gegangen sei, der Wahrheit zu ihrem Recht zu verhelfen, gewürdigt wurden. So nennt John Simpson ihn in seiner Studie zu Presseleuten des 20. Jahrhunderts einen „der Helden des britischen Journalismus der 1930er Jahre“ (“one of the heroes of British journalism in the 1930s”).
Stephens war verheiratet mit Jocelyn Maureen Carey, mit der er die Tochter Patricia Jane Stephens und eine weitere Tochter hatte.